# (9708) Gouka
(9708) Gouka (4140 T-3) – planetoida z pasa głównego asteroid okrążająca Słońce w ciągu 4,2 lat w średniej odległości 2,6 j.a. Odkryta 16 października 1977 roku.